# ویکرامادیتیا

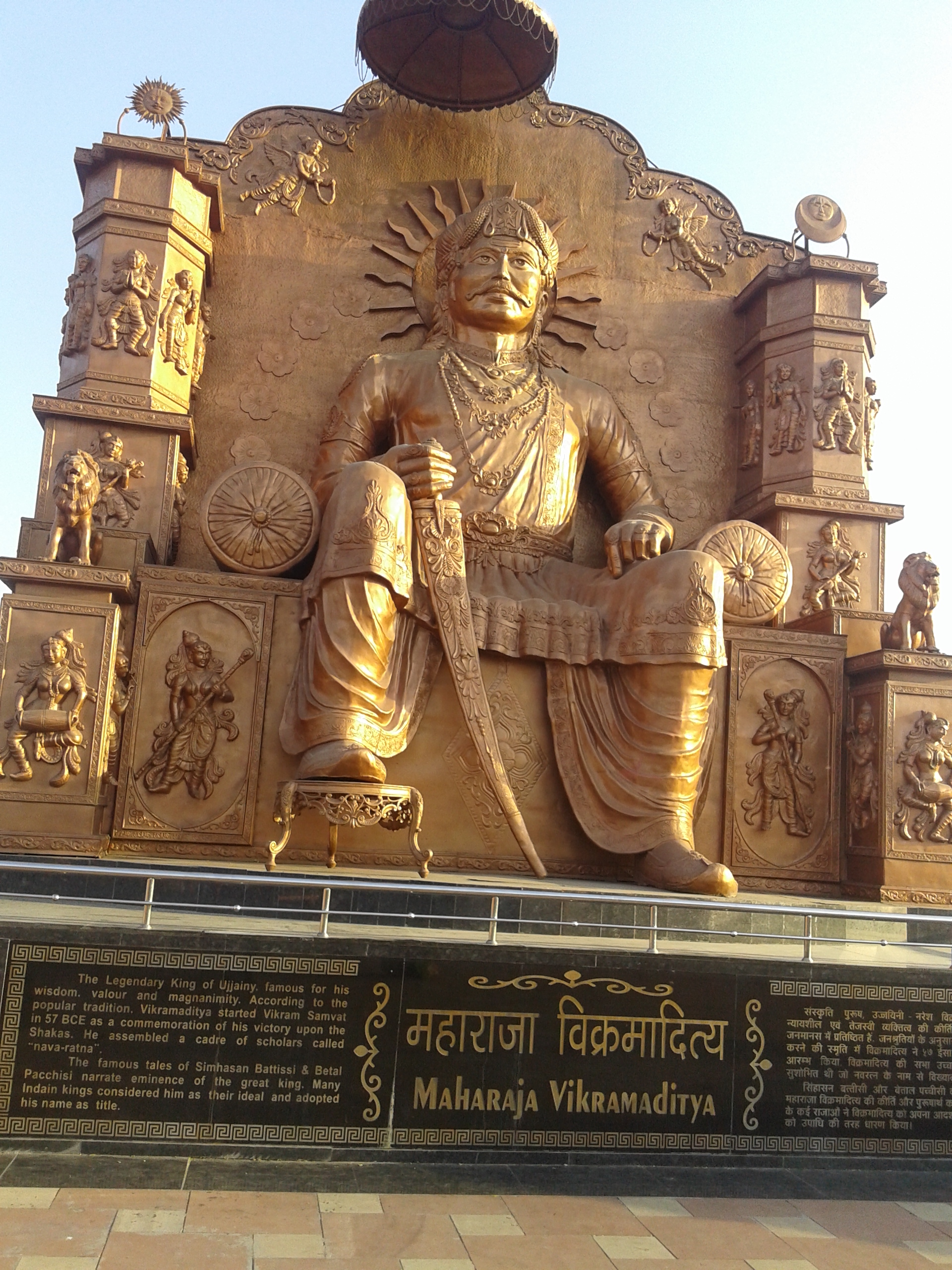
تصویری مدرن از ویکرامادیتیا در ویکرام تیلا (Vikram Teela) در اوجائین

ویکرامادیتیا (IAST: Vikramāditya) یک پادشاه افسانه‌ای بود که در ادبیات هند باستان از آن یاد می‌شود که در داستان‌های سنتی از جمله داستان‌های وتالا پانچاویمشاتی و سینگهاسان باتیسی حضور داشته‌است. بسیاری او را به عنوان حاکمی توصیف می‌کنند که پایتختش حکومتش در اوجائین است (پاتالی پوترا یا پراتیشتانا).
ویکرامادیتیا همچنین عنوان رایجی بوده‌است که توسط چندین پادشاه هند باستان و قرون وسطی پذیرفته شد و افسانه‌های ویکرامادیتیا ممکن است روایت‌هایی از پادشاهان مختلف (به ویژه چاندراگوپتا دوم) باشد.
طبق روایت‌های سنتی رایج، ویکرامادیتیا از عصر ویکراما ساموات، در سال ۵۷ قبل از میلاد، پس از شکست دادن شاکاها آغاز شد و کسانی که معتقدند او بر اساس یک شخصیت تاریخی است، عصر او را در حدود قرن اول پیش از میلاد می‌دانند. با این حال، این دوران پس از قرن نهم پس از میلاد به عنوان ویکراما ساموات شناخته می‌شود.